# Chagas Freitas
Antônio de Pádua Chagas Freitas (Río de Janeiro, 4 de marzo de 1914-Río de Janeiro, 30 de septiembre de 1991), conocido simplemente por su apellido Chagas Freitas, fue un político y periodista brasileño que fue gobernador de Guanabara (1971 a 1975) y de Río de Janeiro (1979 a 1983). Su nombre dio origen al término chaguismo, que designaba su particular manera de utilizar la maquinaria pública del estado para ganar elecciones y que dominó la política carioca y fluminense de 1970 a 1982.

## Carrera política

### Representante del ademarismo
Tras recibirse de Licenciado en Derecho en 1935 por la Facultad Nacional de Derecho de la Universidad Federal de Río de Janeiro, comenzó a trabajar en el periodismo y entró en la política en 1945, con el fin del Estado Novo. Ese año ingresó a la Unión Democrática Nacional (UDN), siguiendo el ejemplo de Adhemar de Barros, de quien fue amigo y aliado político.
Cuando Adhemar de Barros rompió con la UDN, lo acompañó en la fundación del efímero Partido Republicano Progresista, que en 1946 dio origen al Partido Social Progresista (PSP). Juntos, buscaron consolidar el dominio del PSP fuera de São Paulo, la base política del ademarismo, y así, en 1950, se convirtió en director del periódico vespertino A Notícia, creado por de Barros en Río de Janeiro para expandir el partido en el entonces Distrito Federal (hoy la ciudad de Río de Janeiro). También crearon entonces el matutino O Dia (1951), que se convertiría en uno de los principales diarios de la capital.
En esta época, Chagas Freitas también comenzó a proyectarse individualmente. Tras un intento fallido de ser elegido miembro de la Cámara de Diputados en 1950, logró ser elegido en 1954. Su labor en Río de Janeiro es acreditada por permitirle a Adhemar de Barros ser el candidato más votado en el Distrito Federal en las elecciones presidenciales de 1955, por delante del eventual ganador Juscelino Kubitschek.
A partir de 1958, cuando fue reelegido diputado federal, comenzó a distanciarse de Barros, que ese año había perdido las elecciones en São Paulo ante Carvalho Pinto, un partidario de Jânio Quadros. Con el quiebre de su sociedad, Chagas Freitas tomó el control de los periódicos fundados con de Barros y se incorporó al Partido Social Democrático (PSD), por medio del cual obtuvo un tercer mandato en la Cámara, en 1962.

### Formación de la máquina chaguista

Chagas Freitas en 1971.

En 1964, apoyó activamente al movimiento militar que llevó a cabo el golpe de Estado que depuso al presidente electo democráticamente João Goulart. Sin embargo, al ver que la Alianza Renovadora Nacional (ARENA), partido creado para apoyar y dar ilusión de legalidad a los militares, estaba bajo el control en su mayoría de partidarios de Carlos Lacerda, prefirió unirse al Movimiento Democrático Brasileño (MDB), el único partido opositor permitido por la dictadura, aprovechando la fuerte inclinación opositora del electorado de Guanabara (el anterior Distrito Federal).
Como antigua capital federal, Guanabara todavía albergaba varios organismos y agencias, y al darse cuenta de este hecho, se acercó a los intereses de la función pública y fue el mentor de una política clientelista que buscaba no contrariar al gobierno de los militares. dictadura. Las elecciones de 1966 representaron no sólo el logro del cuarto mandato de Chagas Freitas, sino también la consolidación de su dominio dentro del MDB guanabarino (con el predominio de sus aliados políticos en el partido).
En 1970, con el apoyo de la mayoría de la Asamblea Legislativa del estado, fue elegido gobernador de Guanabara de forma indirecta (el único elegido por la oposición durante todo el régimen militar). Sin embargo, la dirección nacional del MDB criticó su posición dubitativa en relación con el gobierno militar del que era, en la práctica, un aliado regional.
También fue acusado por sus opositores de utilizar la administración pública para distribuir cargos entre sus líderes electorales (la llamada «política de la tromba de agua»). Esto no le impidió apoyar intereses financieros e inmobiliarios en la administración estatal, lo que le permitió construir importantes obras.
La fusión de los estados de Guanabara y Río de Janeiro en 1975 (que resultó en que Guanabara se convierta en la ciudad de Río de Janeiro de hoy en día) terminó siendo perjudicial para los intereses de la corriente chaguista. El gobierno del estado fue entregado al almirante Floriano Peixoto Faria Lima, frustrándose el intento de Chagas Freitas de elegir a su vicegobernador Erasmo Martins Pedro.
Además, tendría que compartir el control del MDB estatal con Amaral Peixoto, quien era el líder del partido en Río de Janeiro. Aislado, abandonó el partido, pero regresaría en 1977.

### Declive

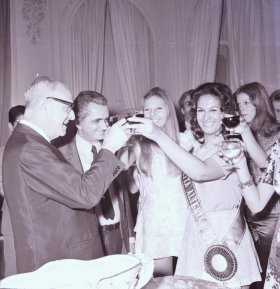
Chagas Freitas celebrando un brindis con candidatas a Miss Brasil durante su período como gobernador de Río de Janeiro.

En las elecciones indirectas de 1978, fue elegido gobernador por el MDB como único candidato para el cargo luego de la dimisión del candidato de ARENA, el general Siseno Sarmento, en vísperas de la formación del colegio electoral. Considerando el alcance del bipartidismo, fue el único político elegido para este cargo por la oposición, en dos ocasiones como gobernador de Guanabara y de Río de Janeiro.
En 1979, asumió como gobernador de Río de Janeiro, tras ser elegido nuevamente por la mayoría del MDB en la Asamblea Legislativa estatal, pero el directorio nacional del MDB, encabezado por Ulysses Guimarães, no toleró sus buenas relaciones con los militares y en ese mismo año, con el fin del bipartidismo, vetó su ingreso al Partido del Movimiento Democrático Brasileño (PMDB), la refundación del MDB. Chagas Freitas y sus aliados se decantaron por la alternativa de unirse al Partido Popular (PP), creado por Tancredo Neves, que representaba una oposición moderada al régimen militar.
El PP no logró consolidarse a nivel nacional y acabó incorporándose al PMDB a finales de 1981. El regreso de Chagas Freitas acabó dividiendo el partido y provocando la salida de dirigentes como el senador Saturnino Braga, que pasó al Partido Democrático Laborista (PDT), y el alcalde de Niterói, Moreira Franco, que pasó al Partido Democrático Social (PDS), siguiendo a su suegro, Amaral Peixoto.
El PMDB comenzó a invertir todas sus fuerzas en el diputado federal Miro Teixeira, visto como el heredero del chaguismo. Sin embargo, fue derrotado por Leonel Brizola (PDT), lo que aceleró la rápida disolución de su bloque de apoyo. El propio Miro Teixeira se uniría más tarde al PDT y ayudaría a Brizola a consolidar el poder del partido en el estado.
En 1983, tras dejar el gobierno de Río de Janeiro y ya enfermo, Chagas Freitas vendió O Dia al periodista Ary Carvalho. Después de una larga historia de enfermedades y depresión, murió por problemas en la aorta abdominal.